# Chisaria (gmina)
Chisaria (bułg. Община Хисаря) – gmina w południowej Bułgarii, w obwodzie Płowdiw. W 2010 roku liczyła 12,8 tys. mieszkańców.

## Miejscowości
Miejscowości wchodzące w skład gminy Chisaria:
- Bełowica (bułg. Беловица),
- Chisaria (bułg. Хисаря) – siedziba administracyjna gminy,
- Czerniczewo (bułg. Черничево),
- Krasnowo (bułg. Красново),
- Krystewicz (bułg. Кръстевич),
- Mało Kruszewo (bułg. Мало Крушево),
- Michiłci (bułg. Михилци),
- Mytenica (bułg. Мътеница),
- Nowo Żelezare (bułg. Ново Железаре),
- Paniczeri (bułg. Паничери),
- Staro Żelezare (bułg. Старо Железаре),
- Staroseł (bułg. Старосел).